# Palpoteleia lopasta
Palpoteleia lopasta är en stekelart som beskrevs av Mikhail Vasilievich Kozlov och Lê 1988. Palpoteleia lopasta ingår i släktet Palpoteleia och familjen Scelionidae. Inga underarter finns listade i Catalogue of Life.